# August Dupré
August Dupré (* 6. September 1835 in Mainz; † 15. Juli 1907 in Edcombe, Sutton, Surrey) war ein deutschstämmiger englischer Chemiker.
Er studierte Chemie an den Universitäten in Gießen und Heidelberg, wo er 1855 zum Dr. phil. promovierte. Kurz darauf ging er nach England und wurde zunächst Assistent am Guy’s Hospital, 1863 Dozent für Toxikologie und 1864 Professor für Chemie an der Medical School des Westminster Hospital in London. 1866 wurde Dupré in England eingebürgert.
Er arbeitete über Wasserverschmutzung, Kanalisation und über Explosivstoffe. 1859 hatte er zusammen mit F. Dupré eine spektralanalytische Untersuchung des Londoner Wassers nach der Methode von Kirchhoff und Bunsen durchgeführt. Er wies auch Kupfer im pflanzlichen und tierischen Organismus nach.
1871 wurde er Chemical Referee am Medical Department of Her Majestie’s Privy Council, 1875 Mitglied der Royal Society und 1906 Mitglied des Ordnance Research Board.

## Veröffentlichungen
- On the Specific Heat and other Physical Characters of Mixtures of Ethylic Alcohol and Water; London 1869